# Francesco Malacreda
Francesco Malacreda, o Malacrida e Malagrida (Verona, ... – dopo il 1578), è stato un ingegnere italiano.
Luminare nell'ambito dell'ingegneria civile e di quella militare, fu spesso al servizio della Serenissima Repubblica di Venezia per la realizzazione di opere di fortificazione: operò a Treviso, a Peschiera, al Lido, a Orzinuovi, a Capo d'Istria e a Verona, nonché a Bergamo per la costruzione delle mura nel 1561. Dopo la morte di Michele Sanmicheli divenne suo successore. Nel 1578 venne interpellato riguardo alla ristrutturazione del Palazzo Ducale di Venezia, gravemente colpito da un incendio nel 1577.